# 전기 (회계)
전기(轉記, posting)란 분개를 해당 원장에 옮겨 적는 것을 말한다. 분개의 차변에 있는 계정을 당해 계정의 차변에 기입하고, 대변에 있는 계정을 당해 계정 대변에 기입한다.